# Untere Mühle (Rügland)
Untere Mühle (fränkisch umgangssprachlich: Schbohza-mil) ist ein Gemeindeteil der Gemeinde Rügland im Landkreis Ansbach (Mittelfranken, Bayern). Untere Mühle liegt in der Gemarkung Unternbibert.

## Geografie
Der Weiler liegt an der Bibert und dem Stockheimer Bach, der dort als rechter Zufluss in die Bibert mündet. 1 km südwestlich erhebt sich der Rüglander Berg (445 m ü. NHN). Die Kreisstraße AN 24 führt nach Unternbibert (0,7 km westlich) bzw. nach Frickendorf zur Staatsstraße 2255 (1,3 km östlich).

## Geschichte
In der sogenannten Biberturkunde aus dem Jahr 810 wurde bezeugt, dass ein Graf Eckibert das Dorf „Piparodi“ (Unternbibert) mit allem Zubehör, darunter auch eine Mühle, dem Regensburger Bischof Adalwin übertrug. Nach Elisabeth Fechter ist damit wahrscheinlich die Untere Mühle gemeint, womit sie die älteste bezeugte Mühle im Landkreis Ansbach wäre. Seit 1478 ist der Name „under mülen“ bezeugt. Ende des 18. Jahrhunderts wurde sie auch „Görchsenmühle“ genannt. Der umgangssprachliche Name „Schbōtsəmíl“ leitet sich von den Besitzern, den Gebrüdern Spatze, ab, die die Mühle in neuerer Zeit (Anfang 20. Jahrhundert?) erworben hatten.
Gegen Ende des 18. Jahrhunderts gehörte die Untere Mühle zur Realgemeinde Unternbibert. Die Mühle hatte das brandenburg-ansbachische Vogtamt Unternbibert als Grundherrn. Unter der preußischen Verwaltung (1792–1806) des Fürstentums Ansbach erhielt die Untere Mühle die Hausnummer 34 des Ortes Unternbibert. Von 1797 bis 1808 unterstand der Ort dem Justiz- und Kammeramt Ansbach.
Im Rahmen des Gemeindeedikts wurde die Untere Mühle dem 1808 gebildeten Steuerdistrikt Unternbibert und der 1811 gegründeten Ruralgemeinde Unternbibert zugeordnet. Im Zuge der Gebietsreform in Bayern wurde diese am 1. Januar 1977 nach Rügland eingemeindet.

## Einwohnerentwicklung
| Jahr      | 001818 | 001840 | 001861 | 001871 | 001885 | 001900 | 001925 | 001950 | 001961 | 001970 | 001987 |
| Einwohner | 3      | 7      | *      | 13     | 9      | 13     | 12     | 20     | 10     | 11     | 13     |
| Häuser    | 1      | 1      |        |        | 2      | 2      | 2      | 2      | 2      |        | 3      |
| Quelle    | [ 8 ]  | [ 12 ] | [ 13 ] | [ 14 ] | [ 15 ] | [ 16 ] | [ 17 ] | [ 18 ] | [ 19 ] | [ 20 ] | [ 1 ]  |

## Religion
Der Ort ist seit der Reformation evangelisch-lutherisch geprägt und bis heute nach St. Bartholomäus (Unternbibert) gepfarrt. Die Einwohner römisch-katholischer Konfession sind nach St. Dionysius (Virnsberg) gepfarrt.